# Saint-Vigor-le-Grand
Saint-Vigor-le-Grand é uma comuna francesa na região administrativa da Normandia, no departamento de Calvados. Estende-se por uma área de 9,69 km². Em 2010 a comuna tinha 2 515 habitantes (densidade: 259,5 hab./km²).